# Neelipleona
Neelipleona zijn een orde van springstaarten en telt 33 soorten.  

## Taxonomie
De orde Neelipleona kent slechts één familie:
- Familie Neelidae - Folsom JW, 1896:391